# Grevillea cravenii
Grevillea cravenii är en tvåhjärtbladig växtart som beskrevs av R.O. Makinson. Grevillea cravenii ingår i släktet Grevillea och familjen Proteaceae. Inga underarter finns listade i Catalogue of Life.